# DJ Muggs
DJ Muggs, de son vrai nom Lawrence Muggerud, né le 28 janvier 1968 à New York, est un disc jockey, compositeur et producteur de musique américain, d'origine italienne. Il est surtout connu pour son appartenance au groupe Cypress Hill.

## Biographie
Muggs est né dans le quartier du Queens, à New York ; de descendance italienne, il est adopté par une famille norvégienne. Il emménage à Los Angeles à 14 ans et se lance dans le DJing au sein du groupe de hip-hop The 7A3, auteur d'un album en 1988 avant sa séparation. 
DJ Muggs, inconnu du grand public, jouit d'une solide réputation dans les milieux du rap hardcore et alternatif américain. Il est responsable du succès du groupe Cypress Hill depuis de nombreuses années. Il produit, outre Cypress Hill, des artistes tels que Ice Cube ou House of Pain. Il quitte son Queens natal au début des années 1980 pour la Côte Ouest où il rejoint Cypress Hill (anciennement connu sous le nom de DVX) avec B-Real et Sen Dog, lorsque Mellow Man Ace quitte le groupe en 1988. Pendant sa période avec Cypress Hill, DJ Muggs fait la rencontre de The Alchemist en tournée avec Dilated Peoples, et décide de prendre le jeune producteur sous son aile, contribuant ainsi significativement au lancement de sa carrière.
Il se lance en 1997 dans un projet sous son nom avec Soul Assassins I qui atteint la 86e place du Billboard 200. Produit par Muggs, il fait participer Dr. Dre, B-Real, LA tha Darkman, Mobb Deep, RZA, GZA, Goodie Mob, KRS-One et Wyclef Jean. Il privilégie la production d'autres artistes, avec Tricky notamment, dont il cosigne l'album Juxtapose en 1999. En 2000, il revient aux Soul Assassins avec Soul Assassins II, qui n'atteint seulement que la 178e des classements, et est bien accueilli par la presse spécialisée. Dans un registre plus trip hop, l'album Dust paraît en 2003.
Un message sur le site web des Soul Assassins indique la participation de Muggs à la production du nouvel album du rappeur Apathy, Honkey Kong, prévu pour début 2011. La chanson sur laquelle il contribue s'intitule Fear Itself.

## Discographie

### Albums studio
- 1993 : Which Doobie You Be (de Funkdoobiest)
- 1997 : Muggs Presents The Soul Assassins
- 1999 : Juxtapose (avec Tricky et Grease)
- 2000 : Muggs Presents The Soul Assassins II
- 2003 : Dust
- 2004 : The Last Assassin
- 2005 : Grandmasters, (avec GZA The Genius)
- 2008 : DJ Muggs And Planet Asia - Pain Language
- 2009 : Soul Assassins - Intermission
- 2010 : DJ Muggs And Ill Bill- Devil Hills
- 2013 : Bass For Your Face- Ultra Records
- 2017 : Meyhem Lauren*, DJ Muggs - Gems From The Equinox - Soul Assassins Records
- 2018: "Soul Assassins: Dia del Asesinato"
- 2018 : DJ Muggs, Roc Marciano - Kaos - Rappcats, Soul Assassins Records
- 2020: Winter
- 2021: Dies Occidendum
- 2021: Winter 2
- 2023: Notes and Tones
- 2023: Soul Assassins 3: Death Valley

### Mixtapes
- Grandmasters: Instrumentals, avec GZA The Genius
- Destruction of a guard, avec GZA The Genius
- All in together, avec GZA The Genius
- 2008 : DJ Muggs And Planet Asia - Pain Language Mixtape